# L8 CMMR
L8 CMMR is een nummer van de Britse zangeres Lily Allen uit 2014. Het is de vierde afkomstig van haar derde studioalbum Sheezus, waarvan het verscheen als promotiesingle.
"L8 CMMR" is één van de twee nummers op het album "Sheezus" over de intieme relatie van Allen en ex-man Sam Cooper. In het nummer, dat veel autotune bevat, zingt Allen over haar liefde voor een man, die niemand ooit van haar kan stelen. De plaat flopte in Allen's thuisland het Verenigd Koninkrijk en wist ook niet door te dringen tot de Nederlandse hitlijsten. Wel bereikte het in Vlaanderen de 4e positie in de Tipparade.

## Tracklijst
- Cd-single

1. "L8 CMMR" - 3:26